# 도시노미야 아이코 내친왕
도시노미야 아이코 내친왕(일본어: 敬宮愛子内親王 도시노미야 아이코 나이신노[*], 2001년 12월 1일 ~ )은 일본 나루히토와 마사코 황후의 외동딸이다. 칭호는 도시노미야(敬宮). 황실전범에서 규정하는 경칭은 전하(殿下)이나 실제 언론 등에서는 아이코 님(愛子さま)이라고 더 자주 불리고 있다. 그녀가 사용하는 도장의 문양은 오엽철쭉이다.

## 생애
궁내청 병원에서 태어났으며 敬宮 愛子라는 이름은 맹자(孟子) 이루장(離婁章)의 
孟子曰, 仁者愛人, 有禮者敬人(맹자께서 말씀하시기를, 어진 이는 남을 사랑하며, 예를 갖춘 이는 남을 공경한다)

에서 따온 것이라고 한다. 형식적으로는 천황 내외가 이름을 내리는 형태를 취했으나 실제로는 나루히토 부부의 의중이 많이 적용했다고 전해진다.
황태자 부부의 결혼 이후 8년 만에 얻은 자녀로 탄생과 동시에 주목을 끌었다. 그러나 그 후 오랫동안 매스컴에 드러나는 것을 자제한 탓에 발육의 부진 혹은 자폐증 등의 억측이 한동안 꼬리를 물었다. 이런 상황 탓에 2004년에는 궁내청이 직접 스냅 사진이나 아버지인 나루히토 황태자가 직접 찍은 홈비디오 등을 공개하기도 하였다.
2006년 가쿠슈인 유치원에 입학하였고, 같은 해 동궁어소(東宮御所)에서 착고의 의식(着袴の儀)을 실시하였다. 평소의 취미는 스모 경기를 관람하는 것이다.

## 황실 내의 위치
1965년 아키시노노미야 후미히토 친왕(秋篠宮文仁)이 태어난 뒤부터 일본 황실에서는 오랫동안 전혀 남아가 태어나지 않았기 때문에 아이코가 태어난 뒤부터 일본에서는 남자만 황위를 계승하도록 되어 있는 황실 전범을 재검토할 필요성이 강하게 제기되었다. 이 탓에 2005년부터 일본 내에서도 아이코의 즉위를 염두에 둔 여성의 천황 계승 문제가 수면 위로 떠올랐다.
그러나 2006년 9월 6일 후미히토 친왕의 아내인 친왕비 기코(紀子)가 41년 만에 남아인 히사히토 친왕을 출산하면서 이 논의는 흐지부지되었다. 다만 2011년, 현재 황족 남성 수가 적어 후에 황족의 수가 급격히 감소할 것을 우려해 황족 여성이 결혼한 뒤에도 황족 지위를 유지하도록 황실전범을 개정해야 한다는 말이 나왔다. 이를 두고 만약의 경우 여성의 천황 계승을 염두에 둔 게 아니냐는 추측이 있다.